# コケイン
演奏会用序曲『コケイン』（Cockaigne Overture）作品40は、エドワード・エルガーが1900年から1901年に作曲した管弦楽作品。ハ長調。ロイヤル・フィルハーモニック協会の委嘱作品で、1901年6月20日にロンドン・クィーンズ・ホールにおいて、作曲者自身の指揮によって初演を迎えた。作品は、「英国の管弦楽団員である（作曲者の）多くの知己に」献呈されている。
『コケイン（首都ロンドンにて）』（Cockaigne (In London Town)）の題名（および訳名）でも知られている。コケイン（Cockaigne）とは、理想郷を意味する中世フランス語païs de cocaigne（満ち足りた土地）に由来する語で、1820年代にふざけてロンドンの（特に下町の）隠喩として使われるようになった。エルガーの時代には、コケインという語はモラリストによって大食漢や酔漢の暗喩として使われたが、一方でロンドンのユーモラスな別名でもあり続けた。ロンドンの下町訛りを指してコックニーと言うのも、コケインに関連する（コックニーが先にあり、後から「コックニーの土地」という意味で古い言葉を復活させたとする説がある）。「首都」とする訳語は、したがって原語よりも堅苦しく響くかもしれない。
この序曲は、エドワード朝ロンドンの、活き活きとした精彩あふれる音楽的描写であり、作曲者自身が詳しい標題を物語っている。すなわち、公園に逃げ込んだ恋人たち、街角に現れる吹奏楽などである。発表後すぐさま成功をおさめ、エルガーの最も人気のある作品の一つであり続けているが、今日ではさほど演奏されていない。